# Лог при Брезовици
Лог при Брезовици (словен. Log pri Brezovici) је градић и управно средиште општине Лог-Драгомер, која припада Средњесловенској регији у Републици Словенији.
По попису становништва из 2011. године, Лог при Брезовици је имао 1.634 становника.